# Major League Soccer 1996
Major League Soccer 1996 var den första säsongen av MLS. Tampa Bay Mutiny vann Supporters 'Shield medan DC United vann MLS Cup.

## Poängtabeller

### Eastern Conference
| Nr | Eastern Conference             | S  | V  | SV | F  | GM | IM | MS  | P  |
| -- | ------------------------------ | -- | -- | -- | -- | -- | -- | --- | -- |
| 1  | Tampa Bay Mutiny               | 32 | 19 | 1  | 12 | 66 | 51 | +15 | 58 |
| 2  | DC United                      | 32 | 15 | 1  | 16 | 62 | 56 | +6  | 46 |
| 3  | New York/New Jersey MetroStars | 32 | 12 | 3  | 17 | 45 | 47 | −2  | 39 |
| 4  | Columbus Crew                  | 32 | 11 | 4  | 17 | 59 | 60 | −1  | 37 |
| 5  | New England Revolution         | 32 | 9  | 6  | 17 | 43 | 56 | −13 | 33 |

### Western Conference
| Nr | Western Conference | S  | V  | SV | F  | GM | IM | MS  | P  |
| -- | ------------------ | -- | -- | -- | -- | -- | -- | --- | -- |
| 1  | Los Angeles Galaxy | 32 | 15 | 4  | 13 | 59 | 49 | +10 | 49 |
| 2  | Dallas Burn        | 32 | 12 | 5  | 15 | 50 | 48 | +2  | 41 |
| 3  | Kansas City Wiz    | 32 | 12 | 5  | 15 | 61 | 63 | −2  | 41 |
| 4  | San Jose Clash     | 32 | 12 | 3  | 17 | 50 | 50 | 0   | 39 |
| 5  | Colorado Rapids    | 32 | 9  | 2  | 21 | 44 | 59 | −15 | 29 |

### Sammanlagd tabell
| Nr | Sammanlagd tabell              | S  | V  | SV | F  | GM | IM | MS  | P  |
| -- | ------------------------------ | -- | -- | -- | -- | -- | -- | --- | -- |
| 1  | Tampa Bay Mutiny (E1)          | 32 | 19 | 1  | 12 | 66 | 51 | +15 | 58 |
| 2  | Los Angeles Galaxy (W1)        | 32 | 15 | 4  | 13 | 59 | 49 | +10 | 49 |
| 3  | DC United                      | 32 | 15 | 1  | 16 | 62 | 56 | +6  | 46 |
| 4  | Dallas Burn                    | 32 | 12 | 5  | 15 | 50 | 48 | +2  | 41 |
| 5  | Kansas City Wiz                | 32 | 12 | 5  | 15 | 61 | 63 | −2  | 41 |
| 6  | San Jose Clash                 | 32 | 12 | 3  | 17 | 50 | 50 | 0   | 39 |
| 7  | New York/New Jersey MetroStars | 32 | 12 | 3  | 17 | 45 | 47 | −2  | 39 |
| 8  | Columbus Crew                  | 32 | 11 | 4  | 17 | 59 | 60 | −1  | 37 |
| 9  | New England Revolution         | 32 | 9  | 6  | 17 | 43 | 56 | −13 | 33 |
| 10 | Colorado Rapids                | 32 | 9  | 2  | 21 | 44 | 59 | −15 | 29 |

## Slutspel

### Slutspelsträd
|  | Konferens-semifinaler             | Konferens-semifinaler | Konferens-semifinaler | Konferens-semifinaler |                              |                              | Konferens-finaler   | Konferens-finaler | Konferens-finaler | Konferens-finaler |  |  | Final | Final | Final | Final |
|  |                                   |                       |                       |                       |                              |                              |                     |                   |                   |                   |  |  |       |       |       |       |
|  |                                   |                       |                       |                       |                              |                              |                     |                   |                   |                   |  |  |       |       |       |       |
|  |                                   |                       |                       |                       |                              |                              |                     |                   |                   |                   |  |  |       |       |       |       |
|  | E3 New York/New Jersey MetroStars | 2 (6)                 | 0                     | 1                     |                              |                              |                     |                   |                   |                   |  |  |       |       |       |       |
|  | E3 New York/New Jersey MetroStars | 2 (6)                 | 0                     | 1                     |                              |                              |                     |                   |                   |                   |  |  |       |       |       |       |
|  | E2 DC United (str.)               | 2 (5)                 | 1                     | 2                     |                              |                              |                     |                   |                   |                   |  |  |       |       |       |       |
|  | E2 DC United (str.)               | 2 (5)                 | 1                     | 2                     | E2 DC United                 | E2 DC United                 | 4                   | 2                 |                   |                   |  |  |       |       |       |       |
|  | Eastern Conference                |                       |                       |                       | E2 DC United                 | E2 DC United                 | 4                   | 2                 |                   |                   |  |  |       |       |       |       |
|  |                                   | E1 Tampa Bay Mutiny   | E1 Tampa Bay Mutiny   | 1                     | 1                            |                              |                     |                   |                   |                   |  |  |       |       |       |       |
|  | E4 Columbus Crew                  | E1 Tampa Bay Mutiny   | E1 Tampa Bay Mutiny   | 1                     | 1                            | 0                            | 1                   | 1                 |                   |                   |  |  |       |       |       |       |
|  | E4 Columbus Crew                  |                       |                       |                       |                              | 0                            | 1                   | 1                 |                   |                   |  |  |       |       |       |       |
|  | E1 Tampa Bay Mutiny               | 2                     | 1                     | 4                     |                              |                              |                     |                   |                   |                   |  |  |       |       |       |       |
|  | E1 Tampa Bay Mutiny               | 2                     | 1                     | 4                     | E2 DC United (e.f.)          | E2 DC United (e.f.)          | E2 DC United (e.f.) | 3                 |                   |                   |  |  |       |       |       |       |
|  |                                   |                       |                       |                       | E2 DC United (e.f.)          | E2 DC United (e.f.)          | E2 DC United (e.f.) | 3                 |                   |                   |  |  |       |       |       |       |
|  |                                   | W1 Los Angeles Galaxy | W1 Los Angeles Galaxy | W1 Los Angeles Galaxy | 2                            |                              |                     |                   |                   |                   |  |  |       |       |       |       |
|  | W4 San Jose Clash                 | W1 Los Angeles Galaxy | W1 Los Angeles Galaxy | W1 Los Angeles Galaxy | 2                            | 1                            | 0                   | 0                 |                   |                   |  |  |       |       |       |       |
|  | W4 San Jose Clash                 |                       |                       |                       |                              | 1                            | 0                   | 0                 |                   |                   |  |  |       |       |       |       |
|  | W1 Los Angeles Galaxy             | 0                     | 2                     | 2                     |                              |                              |                     |                   |                   |                   |  |  |       |       |       |       |
|  | W1 Los Angeles Galaxy             | 0                     | 2                     | 2                     | W1 Los Angeles Galaxy (str.) | W1 Los Angeles Galaxy (str.) | 2                   | 1 (3)             |                   |                   |  |  |       |       |       |       |
|  | Western Conference                |                       |                       |                       | W1 Los Angeles Galaxy (str.) | W1 Los Angeles Galaxy (str.) | 2                   | 1 (3)             |                   |                   |  |  |       |       |       |       |
|  |                                   | W3 Kansas City Wiz    | W3 Kansas City Wiz    | 1                     | 1 (1)                        |                              |                     |                   |                   |                   |  |  |       |       |       |       |
|  | W3 Kansas City Wiz (str.)         | W3 Kansas City Wiz    | W3 Kansas City Wiz    | 1                     | 1 (1)                        | 3                            | 1                   | 2 (3)             |                   |                   |  |  |       |       |       |       |
|  | W3 Kansas City Wiz (str.)         |                       |                       |                       |                              | 3                            | 1                   | 2 (3)             |                   |                   |  |  |       |       |       |       |
|  | W2 Dallas Burn                    | 2                     | 2                     | 2 (2)                 |                              |                              |                     |                   |                   |                   |  |  |       |       |       |       |
|  | W2 Dallas Burn                    | 2                     | 2                     | 2 (2)                 |                              |                              |                     |                   |                   |                   |  |  |       |       |       |       |

### Conference-semifinaler
| EC1.1 | 24 september 1996          | New York/New Jersey MetroStars            | 2 – 2   | DC United                           | Giants Stadium                                                    |                                                                   |
|       |                            | Antony de Ávila 38′ Giovanni Savarese 75′ | (1 – 1) | 24′ Raúl Díaz Arce 56′ Jaime Moreno | East Rutherford, New Jersey Publik: 14 416 Domare: Esse Baharmast | East Rutherford, New Jersey Publik: 14 416 Domare: Esse Baharmast |
|       |                            |                                           |         |                                     | East Rutherford, New Jersey Publik: 14 416 Domare: Esse Baharmast | East Rutherford, New Jersey Publik: 14 416 Domare: Esse Baharmast |
|       | Straffsparksläggning 6 – 5 |                                           |         |                                     | East Rutherford, New Jersey Publik: 14 416 Domare: Esse Baharmast | East Rutherford, New Jersey Publik: 14 416 Domare: Esse Baharmast |

| EC1.2 | 27 september 1996 | DC United            | 1 – 0   | New York/New Jersey MetroStars | Robert F. Kennedy Memorial Stadium                                     |                                                                        |
|       |                   | Marco Etcheverry 72′ | (0 – 0) |                                | Washington, District of Columbia Publik: 21 442 Domare: Paul Tamberino | Washington, District of Columbia Publik: 21 442 Domare: Paul Tamberino |
|       |                   |                      |         |                                | Washington, District of Columbia Publik: 21 442 Domare: Paul Tamberino | Washington, District of Columbia Publik: 21 442 Domare: Paul Tamberino |
|       |                   |                      |         |                                | Washington, District of Columbia Publik: 21 442 Domare: Paul Tamberino | Washington, District of Columbia Publik: 21 442 Domare: Paul Tamberino |

| EC1.3 | 2 oktober 1996 | DC United                                  | 2 – 1   | New York/New Jersey MetroStars | Robert F. Kennedy Memorial Stadium                                 |                                                                    |
|       |                | Steve Rammel 67′ Raúl Díaz Arce 89′ (str.) | (0 – 0) | 86′ Antony de Ávila            | Washington, District of Columbia Publik: 20 423 Domare: Brian Hall | Washington, District of Columbia Publik: 20 423 Domare: Brian Hall |
|       |                |                                            |         |                                | Washington, District of Columbia Publik: 20 423 Domare: Brian Hall | Washington, District of Columbia Publik: 20 423 Domare: Brian Hall |
|       |                |                                            |         |                                | Washington, District of Columbia Publik: 20 423 Domare: Brian Hall | Washington, District of Columbia Publik: 20 423 Domare: Brian Hall |

DC United avancerade till conference-final efter 2–1 i matcher.
| EC2.1 | 25 september 1996 | Columbus Crew | 0 – 2   | Tampa Bay Mutiny  | Ohio Stadium                      |                                   |
|       |                   |               | (0 – 0) | 82′, 87′ Lassiter | Columbus, Ohio Domare: Brian Hall | Columbus, Ohio Domare: Brian Hall |
|       |                   |               |         |                   | Columbus, Ohio Domare: Brian Hall | Columbus, Ohio Domare: Brian Hall |
|       |                   |               |         |                   | Columbus, Ohio Domare: Brian Hall | Columbus, Ohio Domare: Brian Hall |

| EC2.2 | 28 september 1996 | Tampa Bay Mutiny | 1 – 2   | Columbus Crew                   | Houlihan's Stadium                               |                                                  |
|       |                   | Roy Lassiter 26′ | (1 – 1) | 1′ Adrián Paz 58′ Brian McBride | Tampa, Florida Publik: 13 009 Domare: Rich Grady | Tampa, Florida Publik: 13 009 Domare: Rich Grady |
|       |                   |                  |         |                                 | Tampa, Florida Publik: 13 009 Domare: Rich Grady | Tampa, Florida Publik: 13 009 Domare: Rich Grady |
|       |                   |                  |         |                                 | Tampa, Florida Publik: 13 009 Domare: Rich Grady | Tampa, Florida Publik: 13 009 Domare: Rich Grady |

| EC2.3 | 2 oktober 1996 | Tampa Bay Mutiny                                          | 4 – 1 | Columbus Crew     | Houlihan's Stadium                               |                                                  |
|       |                | Martín Vásquez 3′ Roy Lassiter 41′, 58′ Steve Pittman 55′ |       | 35′ Brian McBride | Tampa, Florida Publik: 6 871 Domare: Tim Weyland | Tampa, Florida Publik: 6 871 Domare: Tim Weyland |
|       |                |                                                           |       |                   | Tampa, Florida Publik: 6 871 Domare: Tim Weyland | Tampa, Florida Publik: 6 871 Domare: Tim Weyland |
|       |                |                                                           |       |                   | Tampa, Florida Publik: 6 871 Domare: Tim Weyland | Tampa, Florida Publik: 6 871 Domare: Tim Weyland |

Tampa Bay Mutiny avancerade till conference-final efter 2–1 i matcher.
| WC1.1 | 26 september 1996 | Kansas City Wiz                           | 3 – 2   | Dallas Burn                        | Arrowhead Stadium                                       |                                                         |
|       |                   | Mo Johnston 16′ Matt McKeon 79′ Preki 89′ | (1 – 2) | 21′ Gerell Elliott 25′ Chad Ashton | Kansas City, Missouri Publik: 4 466 Domare: Tim Weyland | Kansas City, Missouri Publik: 4 466 Domare: Tim Weyland |
|       |                   |                                           |         |                                    | Kansas City, Missouri Publik: 4 466 Domare: Tim Weyland | Kansas City, Missouri Publik: 4 466 Domare: Tim Weyland |
|       |                   |                                           |         |                                    | Kansas City, Missouri Publik: 4 466 Domare: Tim Weyland | Kansas City, Missouri Publik: 4 466 Domare: Tim Weyland |

| WC1.2 | 29 september 1996 | Dallas Burn                         | 2 – 1   | Kansas City Wiz | Cotton Bowl                  |                              |
|       |                   | Jason Kreis 5′ Dante Washington 32′ | (2 – 1) | 30′ Preki       | Dallas, Texas Publik: 10 125 | Dallas, Texas Publik: 10 125 |
|       |                   |                                     |         |                 | Dallas, Texas Publik: 10 125 | Dallas, Texas Publik: 10 125 |
|       |                   |                                     |         |                 | Dallas, Texas Publik: 10 125 | Dallas, Texas Publik: 10 125 |

| WC1.3 | 2 oktober 1996             | Dallas Burn                         | 2 – 2   | Kansas City Wiz                     | Cotton Bowl                                    |                                                |
|       |                            | Hugo Sánchez 27′ Gerell Elliott 66′ | (1 – 1) | 41′ Mark Chung 62′ Vitalis Takawira | Dallas, Texas Publik: 9 802 Domare: Rich Grady | Dallas, Texas Publik: 9 802 Domare: Rich Grady |
|       |                            |                                     |         |                                     | Dallas, Texas Publik: 9 802 Domare: Rich Grady | Dallas, Texas Publik: 9 802 Domare: Rich Grady |
|       | Straffsparksläggning 2 – 3 |                                     |         |                                     | Dallas, Texas Publik: 9 802 Domare: Rich Grady | Dallas, Texas Publik: 9 802 Domare: Rich Grady |

Kansas City Wiz avancerade till conference-final efter 2–1 i matcher.
| WC2.1 | 26 september 1996 | San Jose Clash | 1 – 0   | Los Angeles Galaxy | Spartan Stadium                                          |                                                          |
|       |                   | Tayt Ianni 36′ | (1 – 0) |                    | San Jose, Kalifornien Publik: 17 209 Domare: Kevin Stott | San Jose, Kalifornien Publik: 17 209 Domare: Kevin Stott |
|       |                   |                |         |                    | San Jose, Kalifornien Publik: 17 209 Domare: Kevin Stott | San Jose, Kalifornien Publik: 17 209 Domare: Kevin Stott |
|       |                   |                |         |                    | San Jose, Kalifornien Publik: 17 209 Domare: Kevin Stott | San Jose, Kalifornien Publik: 17 209 Domare: Kevin Stott |

| WC2.2 | 29 september 1996 | Los Angeles Galaxy                   | 2 – 0   | San Jose Clash | Rose Bowl                                                  |                                                            |
|       |                   | Robin Fraser 84′ Eduardo Hurtado 90′ | (0 – 0) |                | Pasadena, Kalifornien Publik: 27 833 Domare: Joshua Patlak | Pasadena, Kalifornien Publik: 27 833 Domare: Joshua Patlak |
|       |                   |                                      |         |                | Pasadena, Kalifornien Publik: 27 833 Domare: Joshua Patlak | Pasadena, Kalifornien Publik: 27 833 Domare: Joshua Patlak |
|       |                   |                                      |         |                | Pasadena, Kalifornien Publik: 27 833 Domare: Joshua Patlak | Pasadena, Kalifornien Publik: 27 833 Domare: Joshua Patlak |

| WC2.3 | 2 oktober 1996 | Los Angeles Galaxy                                 | 2 – 0   | San Jose Clash | Rose Bowl                                                   |                                                             |
|       |                | Eduardo Hurtado 31′ Mauricio Cienfuegos 36′ (str.) | (2 – 0) |                | Pasadena, Kalifornien Publik: 30 231 Domare: Esse Baharmast | Pasadena, Kalifornien Publik: 30 231 Domare: Esse Baharmast |
|       |                |                                                    |         |                | Pasadena, Kalifornien Publik: 30 231 Domare: Esse Baharmast | Pasadena, Kalifornien Publik: 30 231 Domare: Esse Baharmast |
|       |                |                                                    |         |                | Pasadena, Kalifornien Publik: 30 231 Domare: Esse Baharmast | Pasadena, Kalifornien Publik: 30 231 Domare: Esse Baharmast |

Los Angeles Galaxy avancerade till conference-final efter 2–1 i matcher.

### Conference-finaler
| EC3.1 | 10 oktober 1996 | DC United                                     | 4 – 1   | Tampa Bay Mutiny | Robert F. Kennedy Stadium                                           |                                                                     |
|       |                 | Raúl Díaz Arce 36′, 58′, 60′ Steve Rammel 54′ | (1 – 1) | 42′ Roy Lassiter | Washington, District of Columbia Publik: 23 566 Domare: Kevin Stott | Washington, District of Columbia Publik: 23 566 Domare: Kevin Stott |
|       |                 |                                               |         |                  | Washington, District of Columbia Publik: 23 566 Domare: Kevin Stott | Washington, District of Columbia Publik: 23 566 Domare: Kevin Stott |
|       |                 |                                               |         |                  | Washington, District of Columbia Publik: 23 566 Domare: Kevin Stott | Washington, District of Columbia Publik: 23 566 Domare: Kevin Stott |

| WC3.2 | 12 oktober 1996 | Tampa Bay Mutiny | 1 – 2   | DC United                              | Houlihan's Stadium                              |                                                 |
|       |                 | Ralston 14′      | (1 – 0) | 49′ Richie Williams 82′ Raúl Díaz Arce | Tampa, Florida Publik: 9 339 Domare: Rich Grady | Tampa, Florida Publik: 9 339 Domare: Rich Grady |
|       |                 |                  |         |                                        | Tampa, Florida Publik: 9 339 Domare: Rich Grady | Tampa, Florida Publik: 9 339 Domare: Rich Grady |
|       |                 |                  |         |                                        | Tampa, Florida Publik: 9 339 Domare: Rich Grady | Tampa, Florida Publik: 9 339 Domare: Rich Grady |

DC United avancerade till final efter 2–0 i matcher.
| WC3.1 | 10 oktober 1996 | Los Angeles Galaxy              | 2 – 1   | Kansas City Wiz | Rose Bowl                                               |                                                         |
|       |                 | Chris Armas 48′ Greg Vanney 57′ | (0 – 0) | 52′ Preki       | Pasadena, Kalifornien Publik: 25 212 Domare: Brian Hall | Pasadena, Kalifornien Publik: 25 212 Domare: Brian Hall |
|       |                 |                                 |         |                 | Pasadena, Kalifornien Publik: 25 212 Domare: Brian Hall | Pasadena, Kalifornien Publik: 25 212 Domare: Brian Hall |
|       |                 |                                 |         |                 | Pasadena, Kalifornien Publik: 25 212 Domare: Brian Hall | Pasadena, Kalifornien Publik: 25 212 Domare: Brian Hall |

| WC3.2 | 13 oktober 1996            | Kansas City Wiz | 1 – 1 | Los Angeles Galaxy | Arrowhead Stadium                                             |                                                               |
|       |                            | Preki 69′       |       | 76′ Greg Vanney    | Kansas City, Missouri Publik: 11 041 Domare: Zimmerman Boulos | Kansas City, Missouri Publik: 11 041 Domare: Zimmerman Boulos |
|       |                            |                 |       |                    | Kansas City, Missouri Publik: 11 041 Domare: Zimmerman Boulos | Kansas City, Missouri Publik: 11 041 Domare: Zimmerman Boulos |
|       | Straffsparksläggning 1 – 3 |                 |       |                    | Kansas City, Missouri Publik: 11 041 Domare: Zimmerman Boulos | Kansas City, Missouri Publik: 11 041 Domare: Zimmerman Boulos |

Los Angeles Galaxy avancerade till final efter 2–0 i matcher.

### Final
|  | 20 oktober 1996 | Los Angeles Galaxy                 | 00002 – 3 (e.fl.) | DC United                                       | Foxboro Stadium                                                 |                                                                 |
|  |                 | Eduardo Hurtado 5′ Chris Armas 56′ | (1 – 0)           | 72′ Tony Sanneh 81′ Shawn Medved 94′ Eddie Pope | Foxborough, Massachusetts Publik: 34 643 Domare: Esse Baharmast | Foxborough, Massachusetts Publik: 34 643 Domare: Esse Baharmast |
|  |                 |                                    |                   |                                                 | Foxborough, Massachusetts Publik: 34 643 Domare: Esse Baharmast | Foxborough, Massachusetts Publik: 34 643 Domare: Esse Baharmast |
|  |                 |                                    |                   |                                                 | Foxborough, Massachusetts Publik: 34 643 Domare: Esse Baharmast | Foxborough, Massachusetts Publik: 34 643 Domare: Esse Baharmast |